# Dappula
Dappula é um gênero de mariposa pertencente à família Acrolophidae.